# Quimera de Arezzo
O bronze "Quimera de Arezzo" ou, nas suas formas portuguesas, "Quimera de Arezo" ou "Quimera de Arécio", é um dos exemplos mais conhecidos de arte dos etruscos. Foi encontrado em Arezzo, uma cidade antiga romana e etrusca na Toscana, em 1553 e foi rapidamente reivindicado para a coleção do Grão-Duque da Toscana Cosimo I de Medici, que o colocou publicamente no Palazzo Vecchio, e colocou os bronzes menores da coleção valiosa de seu próprio pequeno estúdio no Palazzo Pitti, onde "o Duque teve grande prazer em limpá-lo ele mesmo, com algumas ferramentas de ourives," Benvenuto Cellini relatou em sua autobiografia. A Quimera ainda está conservada em Florença, agora no Museu Arqueológico Nacional. Tem aproximadamente 80 cm de altura.
Na mitologia grega a Quimera monstruosa devastou sua terra natal, Lícia, até que foi massacrada por Belerofonte. Este bronze foi primeiramente identificado como um leão por seus descobridores em Arezzo, por sua cauda, que teria tomado a forma de uma serpente, e que está faltando. Foi logo reconhecido como representando a quimera do mito e de fato, entre peças de bronze e fragmentos menores trazidos à Florença, uma seção da cauda foi logo recuperada, de acordo com Giorgio Vasari. A presente cauda de bronze é uma restauração do século XVIII.
A Quimera foi uma obra de um tesouro de bronzes que tinha sido cuidadosamente enterrada por segurança algum tempo na antiguidade. Tropeçaram nele por acidente, em trincheiras que estavam sendo cavadas justamente fora da porta San Laurentino, nos muros da cidade. Uma réplica de bronze agora permanece próxima ao local.
Inscrita em sua perna dianteira há uma inscrição que tem sido interpretada variadamente, mas mais recentemente é aceita como sendo TINSCVIL, mostrando que o bronze era um objeto votivo dedicado ao supremo deus etrusco do dia, Tin ou Tinia. A estátua original é calculada ter sido criada em torno de 400 a.C.